# Непараметрический статистический критерий
Непараметрический статистический критерий - строгое математическое правило, по которому принимается или отвергается та или иная статистическая непараметрическая гипотеза с известным уровнем значимости. Непараметрические критерии не включают в расчёт параметры вероятностного распределения и основаны на оперировании частотами или рангами.
Статистическая проверка непараметрических гипотез выполняется с помощью непараметрических критериев значимости (вспомогательных величин, которые при условии верности нулевой гипотезы  имеют заранее известное распределение). Если выборочное значение статистического критерия значимости будет принадлежать области критических значений, нулевая гипотеза отвергается. Все множество задач статистической проверки непараметрических гипотез можно разделить на два вида:
- проверка гипотезы относительно функции распределения
- проверка гипотезы о принадлежности двух выборок генеральной совокупности, то есть гипотезы о равенстве функций распределения двух случайных величин.

Для проверки гипотез  о виде функции распределения используются критерии согласия, а для проверки гипотез о равенстве функций распределения используют критерии однородности. Альтернативная гипотеза будет сложной, поэтому распределение статистического критерия в случае верности {\displaystyle H_{1}} однозначно неизвестно и при исследовании гипотезы не контролируется вероятность {\displaystyle \beta } совершения ошибки 2-го рода.

## Примеры непараметрических критериев
- Q-критерий Розенбаума
- U-критерий Манна — Уитни
- Критерий Уилкоксона
- Критерий Пирсона
- Критерий Колмогорова — Смирнова
- Критерий Андерсона-Дарлинга
- Бутстрэп
- Критерий знаков
- Критерий согласия Кёйпера